# بلایای جنگ
بلایای جنگ به مجموعه‌ای از ۸۲ اثر  چاپی از فرانسیسکو گویا (۱۷۴۶-۱۸۲۸) نقاش و چاپگر اسپانیایی گفته می‌شود که بین سال‌های ۱۸۱۰ و ۱۸۲۰ خلق شده‌اند.
فرانسیسکو گویا در تاثیرگذارترین مجموعه‌اش به نام «مصائب جنگ»، خشونت و وحشتی را که جنگ با خود به همراه دارد، در صحنه‌هایی خشن و گزنده به تصویر می‌کشد. این کتاب نخستین‌بار در سال 1863 منتشر شد.

## نگارخانه

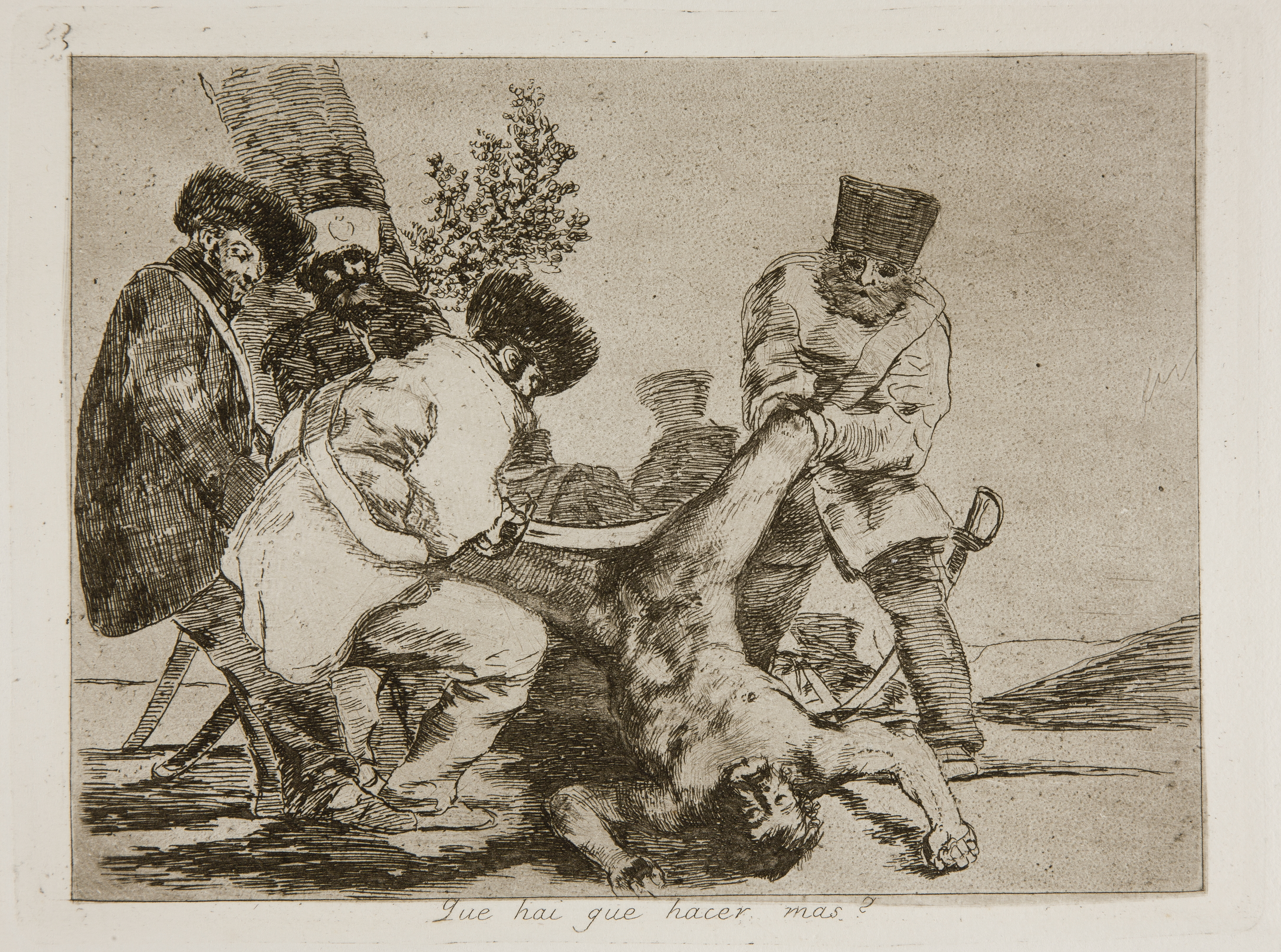
دیگر چه می‌توانیم بکنیم؟ از مجموعهٔ بلایای جنگ
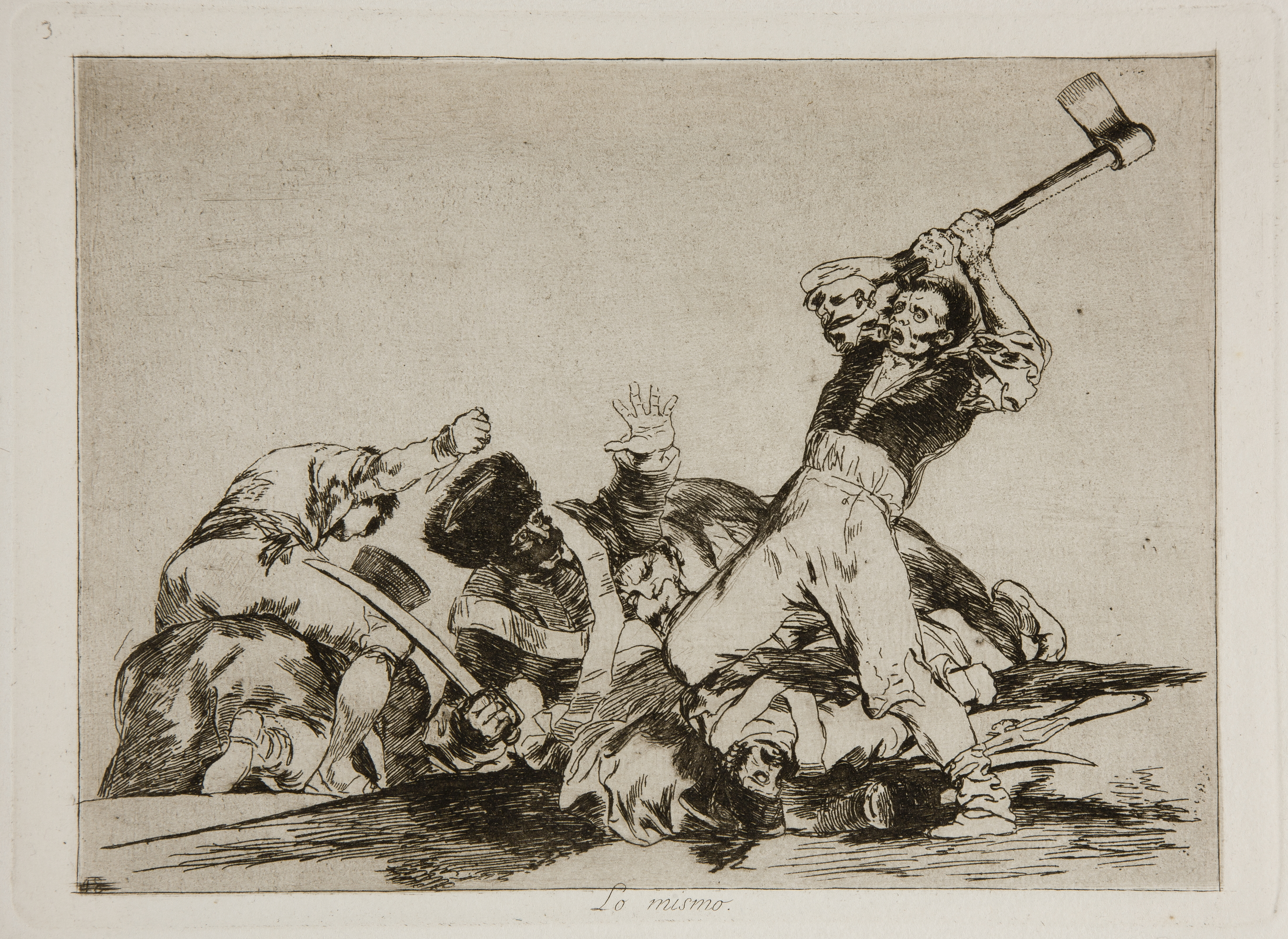
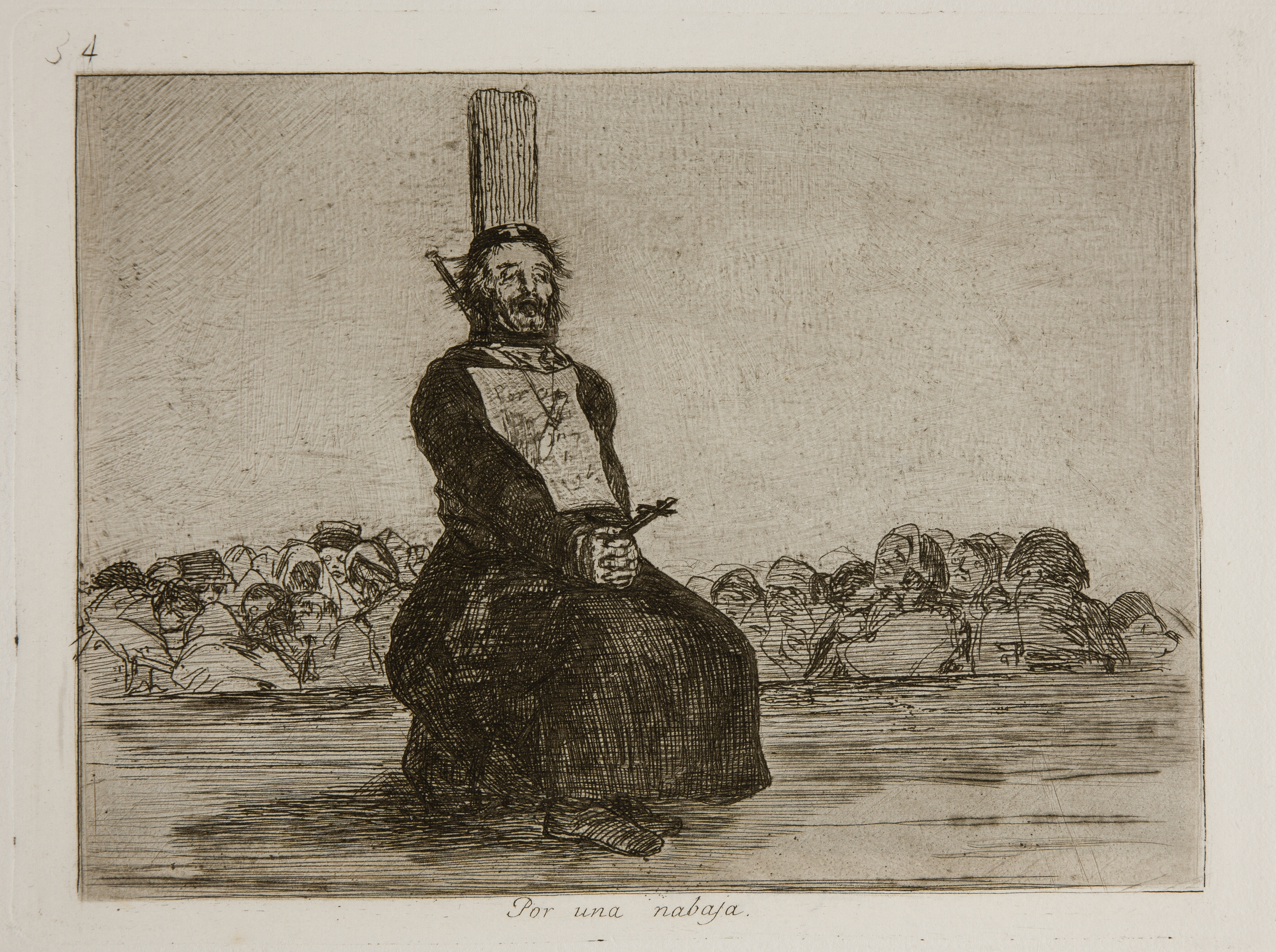
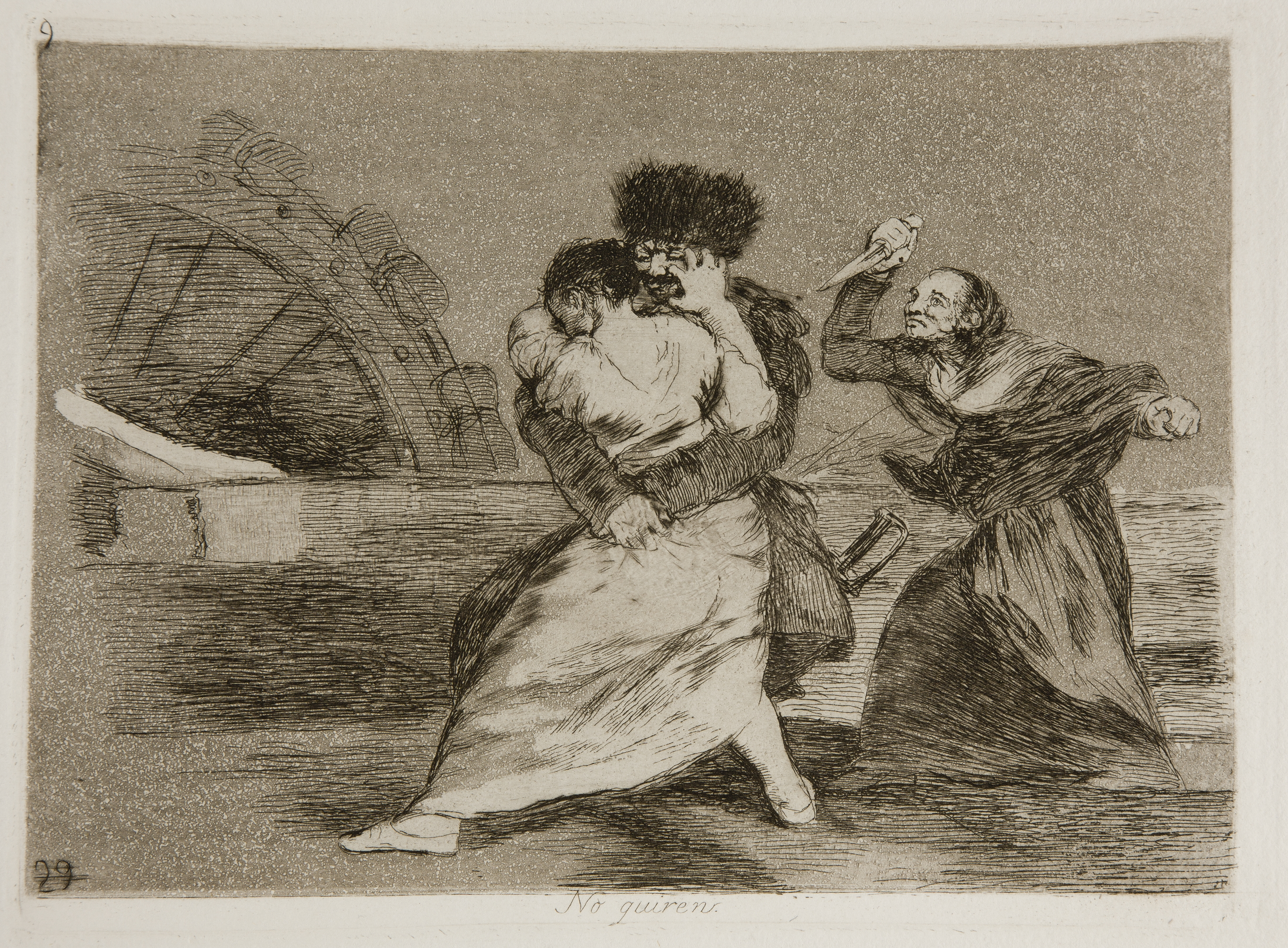
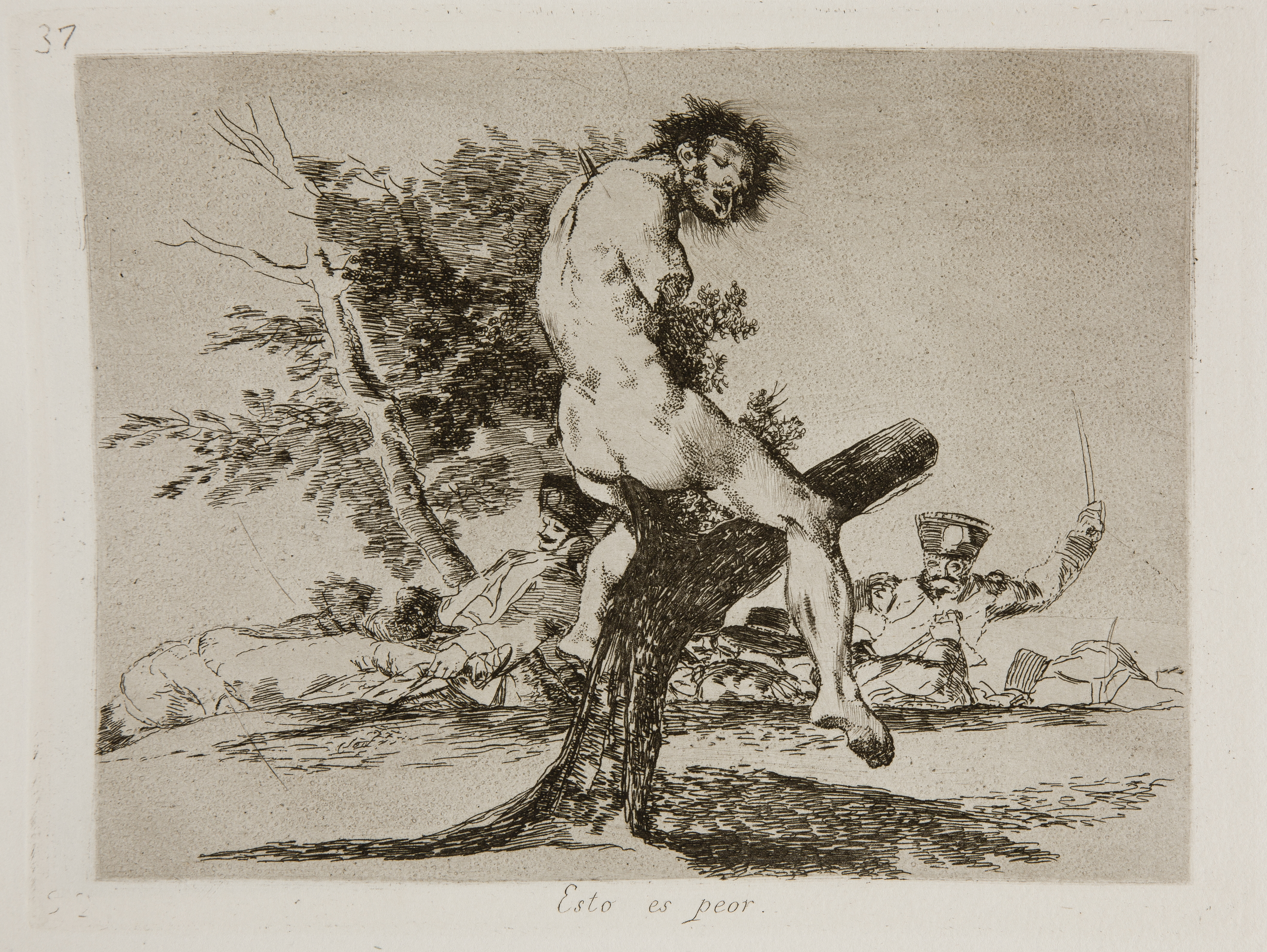

1. ↑  «مصائب جنگ».